# Afra (torrent)
Pour les articles homonymes, voir Afra.
Le Afra est un torrent de la province d'Arezzo en Toscane.

## Géographie
Il naît au Monte dei Frati à une altitude de 1 454 m dans la réserve naturelle de l'Alpe della Luna. À partir des frazioni de Montagna et La Villa, il est longé par une route communale jusqu'à Sansepolcro où il se jette dans le Tibre.